# 新潟産業大学附属高等学校
新潟産業大学附属高等学校（にいがたさんぎょうだいがくふぞくこうとうがっこう、英: NIIGATA SANGYO UNIVERSITY attached high school）は、新潟県柏崎市大字安田に所在する私立高等学校である。愛称は「産附（さんふ）」、英略は「NSF」。新潟産業大学に附属している｡

## 概要
新潟短期大学の附属学校として創立した。

## 設置課程
- 全日制課程
  - 普通科
    - カレッジ[2]（進学系）
    - スポーツ[2]（体育系）
    - ベイシス[2]（キャリア系）
- 通信制課程（managara HighSchool）[3]

## 交通・アクセス方法
- JR東日本（信越本線）安田駅より約180m[4]（徒歩：約2分[4]）
- 越後交通「安田駅前」バス停より約180m[4]（徒歩：約2分[4]）

## 主な部活動
野球部が2024年夏の新潟大会で優勝し、第106回全国高等学校野球選手権大会に初出場した。甲子園でも埼玉代表花咲徳栄を2-1で破り1勝をあげた。

## 主な出身者
- 若林康太 - 陸上競技選手
- 小島夕佳 - 仮面女子